# William Leonard
William Nicholas Leonard, né le 12 janvier 1916 et mort le 21 août 2005, est un as de la Seconde Guerre mondiale, pilote d'essai et contre-amiral américain de la United States Navy.

## Biographie
Lors de la Seconde Guerre mondiale, il a combattu aux batailles de la mer de Corail et de Midway et dans la campagne des îles Salomon, gagnant la Navy Cross par deux fois. Il a aussi été décoré quatre fois de la Legion of Merit, une fois de la Distinguished Flying Cross, huit fois de l'Air Medal et une fois de la Bronze Star. Plus tard il participa aussi à la guerre de Corée et à la guerre du Viêt Nam.
Avec sa femme, ils sont enterrés au cimetière national d'Arlington.
Son frère, Charles Leonard, fut militaire et médaillé d'argent de pentathlon moderne aux Jeux olympiques d'été de 1936.